# Black Mesa (Oklahoma)
Black Mesa és una mesa que va des de la Mesa de Maya al sud-est de l'estat estatunidenc de Colorado per la riba nord del Riu Cimarron, creuant la cantonada nord-est de Nou Mèxic acabant a la confluència dels rierols de Cimarron i Carrizo a prop de Kenton a l'est d'Oklahoma. La part més alta d'aquesta mesa és de 1.737 m a Colorado; a Nou Mèxic arriba als 1.597 m; i a la part nord-oest del Comtat de Cimarron arriba a 1.516 m, el punt més alt de l'estat.
La mesa té un límit de lava basàltica que resisteix l'erosió formada per erupcions volcàniques fa 180.000.000 anys. La lava va originar-se a les Muntanyes Piney al sud-oest de Colorado. La tapa volcànica és 183 m de gruix, 89 quilòmetres de llargada i de 0,8 a 13 quilòmetres d'amplada. Bastants fòssils de dinosaures han estat recuperats d'estrats triàsics i juràssics en la Black Mesa i rastres de dinosaures estan localitzats al rierol de Carrizo al nord de la mesa.
Aquí es localitza la Black Mesa Nature Preserve (Reserva Natural de Black Mesa).